# Night Shift
Night Shift er debutalbummet fra synthesizerrock bandet Turboweekend.

## Numre
1. "Not a DJ" – 4:32
2. "Wash Out" – 4:03
3. "Multiple Voices" – 4:25
4. "Glowing Vision" – 4:21
5. "Signs All Point" – ´3:36
6. "Into You" – 5:01
7. "Shadow Sound" – 4:51
8. "Just To Get Down" – 3:22
9. "Slip Of Tongue" – 6:53
10. "Night Shift" – 2:49
11. "Planet P" – 4:12
12. "My Name Is Legion" – 4:13
13. "Stand" – 2:59

## Singler
- "Into You"
- "Wash Out"
- "Glowing Vision"